# Нектарій (Котлярчук)

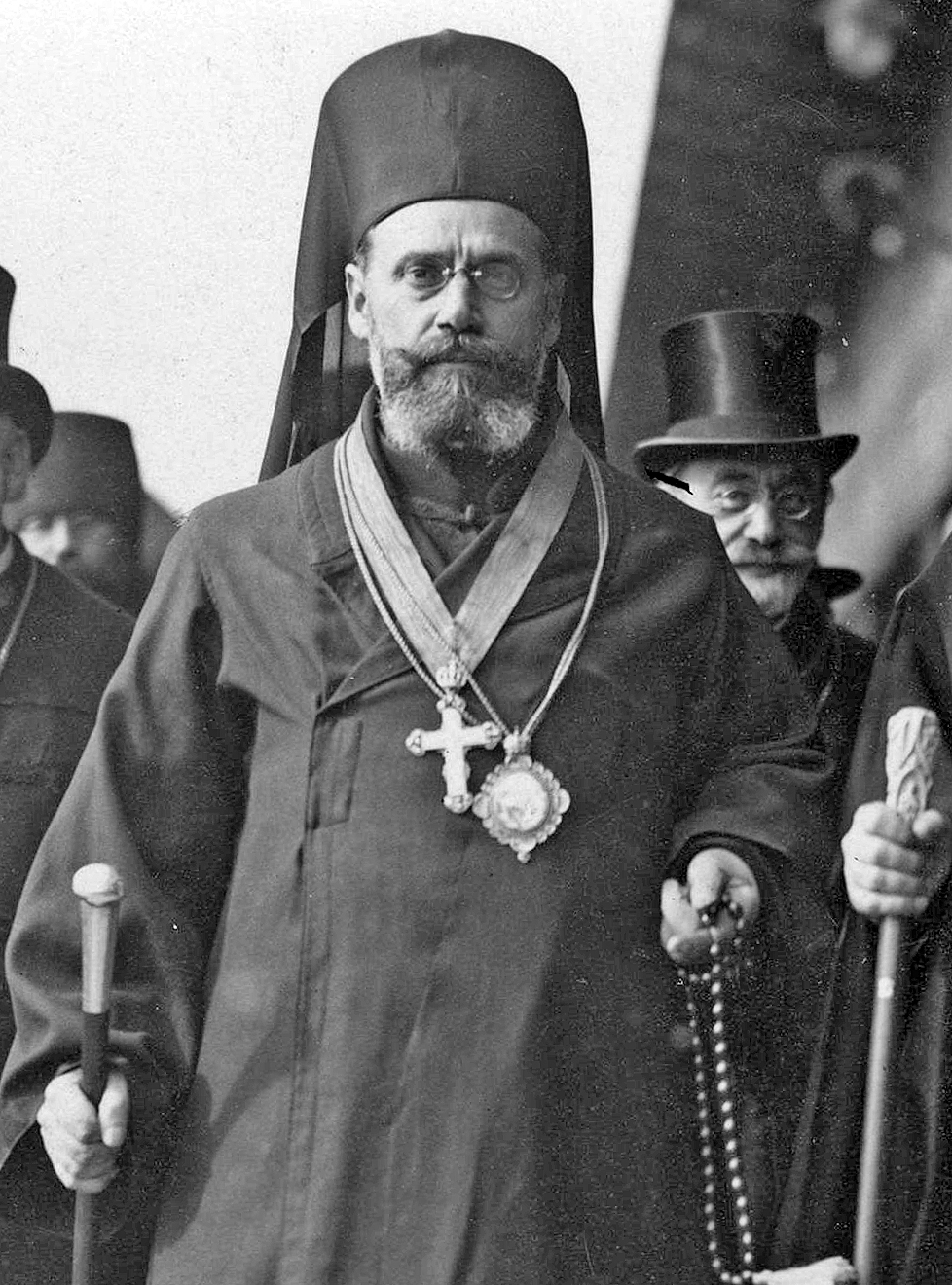

Митрополит Нектарій (рум. Mitropolitul Nectarie, в миру Микола Котлярчук, рум. Nicolae Cotlarciuc; *19 лютого 1875, Стулпікань Кимпулунзького повіту — †4 липня 1934, Чернівці) — румунський церковний діяч українського походження. Митрополит Буковини РумПЦ. Також теолог, публіцист, історик Румунської Церкви.

## Біографія
1895 закінчив Сучавську гімназію, а 1901 — теологічний і літературно-філософський факультети Чернівецького університету. Після цього працював директором наукової бібліотеки університету (1919—1923), певний час — декан теологічного факультету.
1924 висвячений на архієпископа і митрополита Буковини Румунської Православної Церкви. Незважаючи на українське походження, вдався до посиленої румунізації церковного життя.
Перебудував систему внутрішнього управління єпархією. Визначив власника Релігійного фонду (цей фонд був підпорядкований Міністерству сільського господарства Румунії). Митрополит Нектарій провадить у 1930-х активне храмобудівництво, засновує монастирі.
1 січня 1928 Буковина, як і вся Румунська патріархія, перейшла на новий стиль (ново-юліанський календар).
1935, після смерті митрополита Нектарія, новим Чернівецьким митрополитом став Віссаріон (Пую), яскравий антисталініст. Він отримав титул митрополита Буковини, Хотина й Марамуреша, оскільки в його підпорядкування перейшла ще Марамороська єпархія, населена українцями.

## Праці
- «Православний патріарший престол у Константинополі» (1903),
- «Дещо про реформу церковного патронату на Буковині» (1904),
- «Історія румунської літератури на Буковині» (1906),
- «Установче право і церковний патронат у провінціях Молдавії і Буковини» (1907),
- «Соціальний захист і православна церква» (1921).